# Escola dos Serviços
A Escola dos Serviços (ES) é um orgão de base do Exército Português, sediado na Póvoa do Varzim. A ES desempenha a função de escola para os serviços de administração militar, pessoal e secretariado, material, transportes e saúde.
A ES é resultante da fusão das antigas escolas práticas de Administração Militar MHL, do Serviço de Material e do Serviço de Transportes e dos batalhões de Adidos e de Administração Militar
Como escola , compete à Escola dos Serviços ministrar tirocínios, estágios, cursos de formação e cursos de qualificação a oficiais, sargentos e praças nas áreas de reabastecimento, transportes, manutenção, saúde, serviços de campanha, finanças públicas e secretariado.
À ES compete ainda, como encargo para a Componente Operacional do Sistema de Forças do Exército, o aprontamento da Companhia de Reabastecimento e Serviços das Forças de Apoio Geral.

## Organização
A Escola dos Serviços é um elemento da Componente Fixa do Sistema de Forças do Exército, sendo comandada por um coronel dependente do Comando do Pessoal, através da Direção de Formação. Engloba:
- Comando
  - Estado-maior
  - Departamento de Formação
  - Companhia de Comando e Serviços
  - Batalhão de Serviços e Apoio à Formação

## História
A Escola dos Serviços foi criada em 2006, a partir da fusão das anteriores escolas práticas de Administração Militar, do Serviço de Transportes e do Serviço de Material e do anterior Batalhão de Adidos.
Anteriormente à fusão a Escola Prática de Administração Militar tinha sido feita Membro-Honorário da Ordem da Liberdade, a 25 de Abril de 1999.